# Веб-сервер
Веб-сервер (енгл. web server) је серверски софтвер или хардвер намењен покретању овог софтвера који може удовољити захтевима клијената на интернету. Веб сервер може, генерално, да садржи једну или више веб-локација. Веб сервер обрађује долазне мрежне захтеве преко HTTP-а и неколико других повезаних мрежних протокола.
Примарна функција веб-сервера је чување, обрада и достављање веб-страница клијентима. Комуникација између клијента и сервера одвија се коришћењем протокола за пренос хипертекста (HTTP). Достављане странице су најчешће HTML документи који поред текстуалног садржаја могу садржавати слике, табеле и скрипте.
За веб-локацију са великим прометом може се користити више веб-сервера.
Кориснички агент, обично веб-прегледач или веб-претраживач, иницира комуникацију подношењем захтева за одређени ресурс помоћу HTTP-а, а сервер одговори на садржај тог ресурса или поруку о грешци ако то не може. Ресурс је обично стварна датотека на секундарном складишту сервера, али то није нужно и зависи од начина на који је веб-сервер имплементиран.
Иако је основна функција послуживање садржаја, потпуна имплементација HTTP-а укључује и начине примања садржаја од клијената. Ова функција се користи за слање веб-образаца, укључујући преношење датотека.
Многи генерички веб-сервери такође подржавају скриптовање на страни сервера помоћу активних страница сервера (АСП), ПХП (Хипертекст претпроцесор) или других језика скрипта. То значи да се понашање веб-сервера може скриптирати у засебним датотекама, док стварни софтвер сервера остаје непромењен. Обично се ова функција користи за динамичко генерисање HTML докумената („он-д-флај“ (у пролазу)), за разлику од враћања статичких докумената. Прва се првенствено користи за проналажење или модификацију информација из база података. Потоњи је обично много бржи и лакше се спрема у меморију, али не може испоручити динамички садржај.
Веб сервере често можете пронаћи уграђене у уређаје као што су штампачи, рутери, веб-камере и служе само локалној мрежи. Веб сервер се тада може користити као део система за надгледање или администрирање дотичног уређаја. То обично значи да на клијентском рачунару не мора бити инсталиран додатни софтвер јер је потребан само веб-прегледач (који је сада укључен у већину оперативних система).

## Историја
Први веб-сервер на свету, Некст радна станица са Етернет-ом, 1990.
У марту 1989. године Тим Бернерс-Ли предложио је свој нови пројекат ЦЕРН-у са циљем да олакша размену информација између научника коришћењем хипертекст система. Резултат пројекта је Бернерс-Ли написао два програма 1990. године:
Веб прегледач који се звао ВорлдВајдВеб. 
Први веб-сервер на свету, касније познат као ЦЕРН HTTPд, који се покретао на НекстСТЕП.
Између 1991. и 1994, једноставност и ефикасност раних технологија које су се користиле за сурфовање и размену података путем светске мреже помогле су да се оне преносе у различите оперативне системе и да се њихова употреба прошири међу научним организацијама и универзитетима, а потом и у индустрији.
Године 1994. Бернерс-Ли је одлучио да формира Ворлд Виде Веб Конзорцијум (В3Ц) који би регулисао даљи развој многих укључених технологија (HTTP, HTML, итд.) Путем процеса стандардизације.

## Транслација путања
Веб сервери су у стању да пресликају компоненту путање јединственог претраживача ресурса (URL) у:
- Локални ресурс датотечког система (за статичке захтеве)
- Интерни или екстерни назив програма (за динамичке захтеве)

За статички захтев URL путања која је одредио клијент је релативна у кореновном директоријуму веб-сервера.

## Кернел мод и кориснички веб-мод
Веб сервер може бити укључен у ОС кернел или у кориснички простор (као и друге редовне апликације).
Веб сервери који раде у корисничком режиму морају да питају систем за дозволу за коришћење више меморије или више ЦПУ ресурса. Не само да ови захтеви за кернел захтевају време, већ нису увек и задовољени, јер систем резервише ресурсе за сопствено коришћење и има одговорност за дељење хардверских ресурса са свим осталим покренутим апликацијама. Извођење у корисничком режиму може такође значити бескорисне међуспремнике који су још једно ограничење за веб-сервере у режиму корисника.

## Границе оптерећења
Веб сервер (софтвер) има дефинисане границе учитавања, јер може да обрађује само ограничен број истовремених клијентових веза (обично између 2 и 80 000, подразумевано између 500 и 1000) по ИП адреси (и ТЦП порт) и може да служи само одређени максимални број захтева у секунди (РПС, такође познат као упити у секунди или КПС), у зависности од:
- подешавања,
- врсте HTTP захтева,
- да ли је садржај статички или динамичан,
- да ли је садржај кеширан и
- ограничења хардвера и софтвера оперативног система рачунара на којем ради веб-сервер.

Када је веб-сервер близу или преко његовог ограничења, он не реагује.